# Pasquale Di Filippo
Pasquale Di Filippo, soprannominato  'a Dama (Palermo, 19 agosto 1963), è un mafioso e collaboratore di giustizia italiano, legato a Cosa Nostra.

## Biografia
È il fratello minore di Emanuele Di Filippo, anche lui mafioso e anche lui pentito.
La sorella di Pasquale, Agata, sposò Antonino Marchese, che era fratello di Vincenzina Marchese, moglie di Leoluca Bagarella. Perciò, Pasquale ed Emanuele Di Filippo erano imparentanti con il boss corleonese.

### Gli inizi
Entra in Cosa Nostra nel 1982, grazie al suocero, che in quel momento era latitante, Tommaso Spadaro detto "Don Masino", in qualità di suo autista. Tommaso Spadaro fu il vicecapo del mandamento di Porta Nuova. Spadaro, quando Calò si trovava a Roma per affari, era il più alto referente del mandamento palermitano. Tommaso Spadaro era figura chiave nel traffico di stupefacenti, dato che se ne occupava la famiglia di Porta Nuova. Grosse quantità di eroina arrivavano a Palermo, veniva raffinata e poi veniva spedita negli Stati Uniti. Prima di essere arrestato, Di Filippo, sotto la supervisione del suocero, si occupò anche di questi affari.
Di Filippo e Spadaro vennero arrestati nel 1983, Di Filippo venne condannato in primo grado a 11 anni di reclusione, con l'accusa di favoreggiamento nel traffico di droga e associazione a delinquere, in quanto autista del suocero. La sentenza di secondo grado arrivò nel 1985, e la pena scese a due anni e due mesi di reclusione. Di Filippo uscì dal carcere nello stesso anno. Dopo l'esperienza in carcere, continuò a prendere ordini dal suocero e da Pippo Calò fino al 1994. Parallelamente, come prestanome del suocero, Di Filippo gestì un negozio di articoli sportivi, in via Lincoln, a Palermo.
Prima di divenire "uomo d'onore", Di Filippo, come disse durante il processo all'Ndrangheta Stragista, faceva da tramite tra i carcerati e i mafiosi fuori, muoveva i loro beni e partecipava insieme al suocero a incontri con esponenti mafiosi, tra cui, Pippo Calò, Salvatore Riina e molti altri latitanti.

### Uomo d'onore
Dopo l'arresto del fratello, che era uno dei componenti del gruppo di fuoco di Ciaculli, avvenuto nel 1994 a seguito dell'operazione Golden Market, Pasquale Di Filippo consolidò i rapporti con il boss Leoluca Bagarella. Siccome i due erano imparentati, Di Filippo divenne uno dei più fidati uomini di Bagarella.
Divenne ufficialmente "uomo d'onore riservato" nel 1994, formalmente combinato da Leoluca Bagarella, che dal 1993 era a capo della commissione e da Antonino Mangano, quest'ultimo divenuto reggente del mandamento di Brancaccio dopo l'arresto dei fratelli Graviano avvenuto il 27 gennaio del 1994. "Riservato" perché nessuno doveva sapere di lui, tranne alcuni mafiosi: Matteo Messina Denaro, Leoluca Bagarella e il suo autista, Tony Calvaruso, Salvatore Grigoli, Giorgio Pizzo e Antonino "Nino" Mangano. Dal 1994 diventa a tutti gli effetti componente del gruppo di fuoco di Bagarella.
Secondo Calvaruso, divenuto collaboratore di giustizia, Bagarella non vedeva di buon occhio i fratelli Graviano, siccome invece di stare a Palermo con gli altri boss, andavano a Milano a divertirsi. Per questo motivo, creò un gruppo di fuoco suo, parallelo a quello di Brancaccio. Questo gruppo, che lui stesso chiamava "catenaccio", comprendeva alcuni componenti del gruppo di fuoco capeggiato dai Graviano, come Gaspare Spatuzza, Cosimo Lo Nigro e il loro successore alla guida del mandamento, Nino Mangano. I "traditori" si fingevano fedeli al gruppo di Brancaccio, ma in realtà rispondevano al capo dei capi. Bagarella, mise un uomo di fiducia all'interno di quel gruppo di fuoco, l'infiltrato era proprio Pasquale Di Filippo.
Nel 1994, Matteo Messina Denaro organizzò un attentato contro il mafioso Salvatore Contorno, pentito e contro i corleonesi. Contorno, insieme a Buscetta, fu il principale testimone nel maxiprocesso del 1986. Un gruppo formato da Pasquale Di Filippo, Pietro Carra e Pietro Romeo (tutti e tre uomini di Bagarella), venne inviato nell'aprile del 1994 alla villa di Contorno, situata a Formello, nella campagna romana. I tre killer nascosero settanta chili di esplosivo in un canale di scolo adiacente alla strada dove Contorno doveva passare. L'attentato fallì a causa di alcuni cittadini che si insospettirono e chiamarono le forze dell'ordine.
Durante il periodo di latitanza di Bagarella, Di Filippo, in quanto suo uomo di fiducia, mise a sua disposizione tre abitazioni, due situate nel centro di Palermo, e una a Misilmeri. Bagarella le utilizzò per nascondersi o per organizzare incontri con altri mafiosi.  Nel 1995, dopo l'arresto del boss corleonese, la DIA, trovò in una di queste abitazioni un libro mastro, contenenti nomi, pagamenti ed entrate. Mentre Bagarella era latitante, Di Filippo, si occupava di recapitare i messaggi del boss alla famiglia della moglie, la famiglia Marchese, e viceversa.

## Arresto e pentimento
Grazie all'aiuto del fratello Emanuele, la DIA individuò il nascondiglio di Pasquale Di Filippo situato a Misilmeri. Insieme a Di Filippo, nella stessa abitazione si nascondeva Salvatore Grigoli, uno dei killer di don Pino Puglisi. Di Filippo venne arrestato a Palermo dalla DIA il 21 giugno 1995.
Dopo aver appreso del pentimento del fratello, Paquale Di Filippo decise di pentirsi, e iniziò collaborare con lo Stato, indirizzando la DIA verso il boss Leoluca Bagarella. Di Filippo, indicò l'auto con cui il boss viaggiava, i posti in cui il boss incontrava i suoi fidati, lo descrisse fisicamente e diede agli agenti della DIA il nome del suo autista, Tony Calvaruso. Esattamente tre giorni dopo il suo arresto, il superboss corleonese venne arrestato a Palermo.
Al momento dell'arresto, Di Filippo, disse che in quei giorni sarebbe dovuto andare ad un incontro, al quale erano presenti vari boss di cosa nostra, tra cui Matteo Messina Denaro, in un appartamento di via Pietro Scaglione, a Palermo. Lo scopo dell'incontro sarebbe stato quello di dare a Di Filippo e ad altri killer le ultime direttive per organizzare l'omicidio dell'ex Ministro di grazia e giustizia Claudio Martelli. Le autorità italiane, però, gli negarono di poter assistere all'incontro per motivi di sicurezza.
Pasquale Di Filippo, fece i nomi dei componenti del gruppo di fuoco di Bagarella, degli assassini del presbitero Pino Puglisi e si accusò di quattro omicidi. In seguito, Di Filippo parlerà anche delle stragi del 1993 (sarà il primo pentito a fare di nomi dei mandanti mafiosi) e verrà ascoltato anche nel processo alla Ndrangheta stragista (tenuto a Reggio Calabria nel 2018).
Nel 2019, durante una chiamata alla redazione del giornale Il Fatto Quotidiano, dice espressamente di avere paura che i boss che fece arrestare possano uscire dal carcere. Nell'intervista fa riferimento soprattutto al cognato di Riina, Bagarella, che fino all'arresto avvenuto il 24 Giugno 1995 era il capo indiscusso del clan dei corleonesi e ricercato numero uno. Così, durante la chiamata, Di Filippo chiese al Presidente della Repubblica, Sergio Mattarella, di non firmare la sentenza di scarcerazione dei boss.
In qualità di pentito, indirizzò la DIA verso l'arresto di altri mafiosi, tra cui: Nino Mangano, Giorgio Pizzo, Cosimo Lo Nigro, Fifetto Cannella, Salvatore Grigoli.

## Nella cultura di massa
- La serie TV Il cacciatore ha tra i personaggi Pasquale Di Filippo, interpretato dall'attore Dario Aita.